# Wellington Regional Stadium
Het Wellington Regional Stadium, ook wel Sky Stadium genoemd, is een sportpark in Wellington, Nieuw-Zeeland.
Het sportpark doet dienst voor onder andere rugby union, rugby league, cricket en voetbal.
Daarnaast is het een populaire plek voor grote concerten, zoals die 2010 tours van AC/DC en Bon Jovi. Ook werd het stadion gebruikt voor het WK rugby 2011.
Het park werd geopend op 3 januari 2000 en heeft een capaciteit tot 40.000 toeschouwers.

## Gebruik
In 2023 worden er in dit stadion wedstrijden gespeeld op het Wereldkampioenschap voetbal voor vrouwen.
| Datum            | Thuisteam        | Uitslag | Uitteam     | Fase           | Toeschouwers |
| ---------------- | ---------------- | ------- | ----------- | -------------- | ------------ |
| 21 juli 2023     | Spanje           | 3 – 0   | Costa Rica  | Groepsfase     | 22.966       |
| 23 juli 2023     | Zweden           | 2 – 1   | Zuid-Afrika | Groepsfase     | 18.317       |
| 25 juli 2023     | Nieuw-Zeeland    | 0 – 1   | Filipijnen  | Groepsfase     | 32.357       |
| 27 juli 2023     | Verenigde Staten | 1 – 1   | Nederland   | Groepsfase     | 27.312       |
| 29 juli 2023     | Zweden           | 5 – 0   | Italië      | Groepsfase     | 29.143       |
| 31 juli 2023     | Japan            | 4 – 0   | Spanje      | Groepsfase     | 20.957       |
| 2 augustus 2023  | Zuid-Afrika      | 3 – 2   | Italië      | Groepsfase     | 14.967       |
| 5 augustus 2023  | Japan            | 3 – 1   | Noorwegen   | Achtste finale | 33.042       |
| 11 augustus 2023 | Spanje           | 2 – 1   | Nederland   | Kwartfinale    | 32.021       |

Stadium Australia · Sydney Football Stadium · Brisbane Stadium · Melbourne Rectangular Stadium · Perth Rectangular Stadium · Hindmarsh Stadium
Waikato Stadium · Eden Park · Wellington Regional Stadium · Forsyth Barr Stadium